# Alison Webb
Alison Webb (ur. 25 października 1961 w Montrealu) – kanadyjska judoczka. Olimpijka z Barcelony 1992, gdzie zajęła dziewiąte miejsce w wadze półciężkiej.
Siódma na mistrzostwach świata w 1986; uczestniczka zawodów w 1987, 1989 i 1991. Startowała w Pucharze Świata w 1991 i 1992. Srebrna medalistka igrzysk panamerykańskich w 1987 i brązowa w 1991. Mistrzyni panamerykańska w 1986; druga w  1988. Druga na Igrzyskach Wspólnoty Narodów w 1990, a także igrzyskach frankofońskich w 1989. Ośmiokrotna medalistka mistrzostw Kanady w latach 1979-1992.

## Letnie Igrzyska Olimpijskie 1992
| Konkurencja | Eliminacje          | Repasaże               | Repasaże                   | Klas. końcowa |
| Konkurencja | Przeciwnik I        | Przeciwnik I           | Przeciwnik II              | Miejsce       |
| ----------- | ------------------- | ---------------------- | -------------------------- | ------------- |
| 72 kg       | Kim Mi-jung (KOR) P | Pujawati Utama (INA) Z | Katarzyna Juszczak (POL) P | 9.            |